# Sisyrinchium mucronatum
Sisyrinchium mucronatum là một loài thực vật có hoa trong họ Diên vĩ. Loài này được Michx. miêu tả khoa học đầu tiên năm 1803.